# نيكو فايسن
نيكو فايسن (28 سبتمبر 1969 بهاسلت في بلجيكا - ) هو لاعب كرة قدم بلجيكي في مركز حراسة المرمى. لعب مع برادفورد سيتي وبرمنغهام سيتي وسيركل بروج وفيربرويديرينغ غيل وكريستال بالاس وليرس ونادي غيلينغهام وهدرسفيلد تاون وS.C. Eendracht Aalst ‏ ونادي تونغيرين ‏.

## وصلات خارجية
- نيكو فايسن على موقع قاعدة بيانات كرة القدم.إي يو (الإنجليزية)
- نيكو فايسن على موقع Soccerbase.com (لاعب) (الإنجليزية)
- نيكو فايسن على موقع عالم كرة القدم.نت (الإنجليزية)